# Isabella Roncioni
Isabella Roncioni (Pisa, 27 luglio 1781 – Firenze, 26 aprile 1849) è stata una nobile italiana.

## Biografia
Isabella Roncioni nacque a Pisa il 27 luglio 1781 dal Balì Angiolo Roncioni (1748-1812) e dalla Contessa Dorotea Agostini Venerosi (15 novembre 1756). Trascorse alcuni anni della sua vita tra Pisa, in un grande palazzo sul Lungarno, e la villa di Pugnano (Villa Roncioni) nelle vicinanze della città. Aveva una sorella maggiore di nome Maddalena (1779 - ?; moglie dal 1797 di Pietro Rosselmini e in seconde nozze di Ranieri Venerosi Pesciolini), una minore di nome Fanny Teresa (1787- 17 luglio 1825; sposata con Francesco Frassi) e un fratello, il più giovane di tutti, di nome Francesco Demetrio (1789 - 1º luglio 1864), che lei chiamerà “Cecchino” anche nella corrispondenza tra i due.
Dopo il ritorno dei francesi in Italia, nel 1800, il padre pensò che fosse opportuno trasferirsi con la famiglia a Firenze, dato che durante la prima occupazione aveva mostrato apertamente i suoi sentimenti democratici ed era stato coinvolto nel processo contro i Cavalieri di Santo Stefano, da cui si era tirato fuori grazie ad un non luogo a procedere.
A Firenze all’età di diciotto anni Isabella Roncioni conobbe Ugo Foscolo col quale ebbe una storia d’amore contrastata dai parenti di lei a causa di questioni economiche.
Il 12 agosto 1801 subito dopo la partenza di Foscolo, si sposò con il marchese fiorentino Pietro Leopoldo Bartolommei (1º gennaio 1770 - 7 maggio 1827), con il quale ebbe due figli: Enrichetta Teodora e Lorenzo Luigi (27 maggio 1802 - 11 luglio 1836).
Nel 1812 soffrì la perdita del padre a cui era molto legata ("Il dolore di questa perdita mi è stato fitto nell’anima perché io l’amavo passionatamente"). Isabella Roncioni ebbe numerosi amanti tra cui il ritrattista Giuseppe Bezzuoli e il prefetto di Firenze Giuseppe Stiozzi Ridolfi, che amò per sei anni e di cui divenne amica fraterna durante la malattia che lo condusse poi alla morte. Amò anche il letterato Michele Leoni e il giurista Vincenzo Salvagnoli con cui ebbe una breve relazione iniziata nel 1824, quando Isabella aveva quarantadue anni.
Un anno prima, nel 1823, Isabella era andata a Roma con suo figlio Lorenzino “per motivi spiacevolissimi” e vi era rimasta cinque mesi durante i quali aveva tentato inutilmente di contrastare il matrimonio del figlio con una inglese (Mary Robbins). Durante il soggiorno a Roma, Isabella venne invitata più volte da Paolina Bonaparte (nota come Paolina Borghese), da Girolamo Bonaparte, ed anche a sfarzose feste organizzate dagli ambasciatori di Francia e d’Austria.
Isabella ricevette durante gli ultimi giorni romani una lettera dal marito, nella quale c’era scritto che il suo ritorno non era assai gradito, perciò decise di non tornare a Firenze, ma a Pisa dai suoi genitori.
Intanto Lorenzino era riuscito a sposarsi anche senza il supporto materno, ma soprattutto senza il supporto del padre, che al suo ritorno da Roma non aveva accettato di vederlo. Dopo numerosi litigi, Isabella e Pietro Leopoldo decisero di separarsi definitivamente.
Ella cercò comprensione in Salvagnoli:
(Isabella Roncioni, lettera a Vincenzo Salvagnoli)
Isabella morì a Firenze il 26 aprile 1849. La figlia la fece seppellire nel Chiostro di Santo Spirito, dove sulla sua lapide si può leggere, sotto lo stemma col cavallo inalberato della famiglia d’origine e lo stemma con i gigli e gli scacchi della famiglia del marito: “Qui giace Isabella Roncioni di Pisa vedova del marchese Leopoldo Bartolommei morta in Firenze il 26 aprile 1849. Enrichetta moglie del C. Gio. Tommaso Passerini di Cortona alla madre carissima pose”.

## Il rapporto con Foscolo
Isabella Roncioni è nota per essere stata uno degli amori più fervidi del poeta Ugo Foscolo, oltre ad essere stata ispiratrice del personaggio di “Teresa” nell’opera Ultime lettere di Jacopo Ortis.
Secondo Giuseppe Chiarini, Isabella Roncioni incontrò per la prima volta il poeta tra il 1799 e il 1800 quando quest’ultimo a causa di incarichi militari dovette recarsi in Toscana. Probabilmente si conobbero per caso durante un viaggio in diligenza da Firenze a Pisa. Per Foscolo non fu difficile avvicinarsi ad Isabella a Firenze, dove egli aveva il supporto e l’aiuto di due conoscenti: Giovanni Battista Niccolini e Eleonora Nencini, ultima della famiglia Pandolfini, presente nel carme Le Grazie (Foscolo) come prima delle tre sacerdotesse. Ella fu anche una delle amanti di Foscolo.
L’amore tra i due fu ardente, ma anche abbastanza breve: infatti è proprio la Nencini a comunicare a Foscolo tramite una lettera datata 1801, che il padre di Isabella l’aveva fatta fidanzare ad un uomo “agli occhi suoi noioso”.
In calce Isabella aggiunse a quella lettera cinque righe di sua mano, con la confessione:
(Isabella Roncioni, lettera a Ugo Foscolo)
Ultime lettere di Jacopo Ortis del 1802 riproduce le ultime parole e nell’autografo, che è alla Biblioteca Nazionale Centrale di Firenze, non soltanto solo e infelice sono sottolineate, ma anche macchiate, come se due lacrime fossero cadute con precisione sopra ognuna delle due parole quando l’inchiostro era ancora fresco.
Questa lettera, in cui viene usato il cerimonioso “voi”, ha la data del 9 gennaio; nessun'altra documentazione è rimasta, tranne due lettere disperate di Foscolo, indirizzate con un “tu” più appassionato alla Nencini e alla Roncioni.
In esse il Foscolo annuncia che sta per partire e che probabilmente non farà più ritorno a Firenze. La realtà poetica testimonia che quella furia amorosa era accompagnata, forse per l’unica volta nella vita di Foscolo, da un doloroso senso di rispetto verso la fanciulla.
Prima di partire, il Foscolo chiese a Isabella Roncioni un suo ritratto, per ricordarla e portarla con sé. Il ritratto fu eseguito in miniatura da una signora di nome Symer, forse dama di compagnia o governante, ma si smarrì.
La miniatura però venne riprodotta in litografia nel 1848, con una dedica alla figlia di Isabella.
Foscolo tornò a Firenze dal 1812 al 1813 e le fece visita numerose volte da amico, poiché Isabella voleva rimanessero tali, come scrisse nell’ultima lettera: (“Vi assicuro di una vera stima ed amicizia: questi due sentimenti più durevoli d’ogni altro”).
In quel soggiorno a Firenze, Foscolo conobbe il figlio di Isabella Roncioni, Lorenzino, nominato in alcune lettere indirizzate ad Isabella.
Isabella Roncioni quindi influenzò la revisione che lo scrittore stava facendo per l’edizione milanese delle Ultime lettere di Jacopo Ortis; a lei inoltre sono ispirati alcuni sonetti di argomento amoroso, come Perché taccia il rumor di mia catena. Inoltre, la lettera di addio inviata ad Isabella ispirò la lettera di Jacopo per Teresa datata “ore 9”.

## Il rapporto con la famiglia
La famiglia Roncioni è ben rappresentata in un quadro di Jean-Baptiste Desmarais, che rappresenta in primo piano i figli: Isabella sulla sinistra intenta a giocare con un cane nero, i due figli più piccoli Teresa e Francesco che ballano e la sorella maggiore Maddalena che suona un pianoforte. I genitori Angiolo e Dorotea al centro del quadro sono affiancati dal fratello di Angiolo, Girolamo.
La famiglia volle sempre mostrarsi colta e raffinata; nel palazzo sul Lungarno di Pisa nel giugno del 1795, invitato da Angiolo Roncioni, Vittorio Alfieri recitò per l’ultima volta una parte della tragedia Saul.
Isabella ed i suoi fratelli mantennero un buon rapporto fino alla morte del padre, quando iniziarono a decidere sulla spartizione dell’eredità e si crearono diverse tensioni. La spartizione dei beni lasciati dal padre è argomento di numerose lettere tra i figli, gli zii e i parenti.

## Curiosità
- Palazzo Roncioni apparteneva precedentemente alla nobile famiglia Navarretti e nel 1662 fu acquistato da Cesare Roncioni. Qui abitò il granduca Pietro Leopoldo in attesa del restauro di palazzo Granducale, e in seguito Madame de Staël con i figli. Tra gli ospiti vengono ricordati: Vittorio Alfieri, in occasione della Luminara del 1795 e Luigi Bonaparte, ex re di Olanda, fratello di Napoleone I e padre di Napoleone III.